# Gullegem Koerse 2021
La Gullegem Koerse 2021,  quarantaquattresima edizione della corsa ciclistica, valevole come evento dell'UCI Europe Tour 2021 categoria 1.HC, si svolse il 7 settembre 2021 su un percorso di 196,7 km. La vittoria fu appannaggio del belga Stan Van Tricht, che terminò la gara in 4h09'27", precedendo i  connazionali Cériel Desal e Pieter Serry.
Al traguardo di Gullegem furono 113 i ciclisti, dei 186 alla partenza, che portarono a termine la competizione.

## Ordine d'arrivo (Top 10)
| Pos. | Corridore           | Squadra                         | Tempo    |
| ---- | ------------------- | ------------------------------- | -------- |
| 1    | Stan Van Tricht     | Soudal Quick-Step               | 4h03'51" |
| 2    | Ceriel Desal        | Pauwels Sauzen-Bingoal          | s.t.     |
| 3    | Pieter Serry        | Soudal Quick-Step               | s.t.     |
| 4    | Álvaro Hodeg        | Soudal Quick-Step               | 8"       |
| 5    | Stijn Steels        | Soudal Quick-Step               | 8"       |
| 6    | Christophe Noppe    | Arkéa-B&B Hotels                | 8"       |
| 7    | Laurenz Rex         | Pauwels Sauzen-Bingoal          | 8"       |
| 8    | Gianluca Pollefliet | Decathlon AG2R La Mondiale Team | 8"       |
| 9    | Gijs Van Hoecke     | Decathlon AG2R La Mondiale Team | 8"       |
| 10   | Cédric Beullens     | Team Flanders-Baloise           | 8"       |